# Кужугет, Мария Амын-ооловна
Мария Амын-ооловна Кужугет (тув. Мария Амын-оол кызы Күжүгет; 22 марта 1955, Сумон Аянгатинский, Тувинская автономная область — 7 августа 2025) — советская и российская тувинская поэтесса и писательница, переводчица. Народный писатель Республики Тыва (2022).

## Биография
Родилась 22 марта 1955 года в местечке Биче-Аянгаты Барун-Хемчикского района Тувинской автономной области. Окончила Аянгатинскую среднюю школу, филологический факультет Кызылского государственного педагогического института. С 1980 года преподавала русский язык и литературу в Барлыкской, Тээлинской № 1 средних школах, затем тувинский язык и литературу в школе № 2 г. Ак-Довурака.
С 1997 года и до кончины работала в Тувинском государственном университете. Читала курсы устного народного творчества, истории тувинской литературы, литературного краеведения. В разные годы по совместительству работала редактором в Тувинском книжном издательстве им. Ю. Ш. Кюнзегеша (2001—2004), научным сотрудником в Институте развития национальной школы (2012—2018).
Начала писать в 1977 году. Автор поэтических сборников: «Сактыышкыным чадаганы» (Чадаган памяти), «Салымымнын кавайы» (Колыбель моей судьбы), «Анайжыгаш» (Козлёночек), «Хайыра» (Дар), «Сеткилим орбазында» (На жребии души), «Чуртталганың чуузазы» (Телега жизни), «Бүрү болгаш мен» (Древа листик и я) и др. Участница семинара молодых писателей Сибири в Абакане (1999). Лауреат премии имени Барыкаан. Перевела на тувинский язык стихи А. Ахматовой, М. Цветаевой, Э. Цаллаговой, Рубоко Шо, Сайгё, Р. Гамзатова, Р. Вережану, Г. Сафиевой и др. Перевела на тувинский язык 8 книг из Библии, повести: А.Солженицына «Один день Ивана Денисовича», М. Шолохова «Наука ненависти», С. Тумата (Попова) «Дыхание великого зверя» и т. д. Перевела экспериментальные учебники психологии для 3-6 классов.
Член Союза писателей России (1999), Союза журналистов России (2003), была членом художественно-издательского совета при Министерстве культуры Республики Тыва, членом художественного совета Национального музыкально-драматического театра им. В. Ш. Кок-оола. Соавтор учебников «Тыва чогаал» 5, 6, 8, 9 классов для школ Республики Тыва. Автор учебно- методических пособий по тувинской литературе и литературного краеведения для студентов ТувГУ.
М. А. Кужугет была заведующей литературным музеем Тувинского государственного университета; руководителем литературного объединении «Сорунза» при литературном музее.
Умерла 7 августа 2025 года в возрасте 70 лет после непродолжительной болезни.

## Награды и звания
- Лауреат премии имени Барыкаан (1994)
- Почётная грамота Министерства образования и науки Республики Тыва (2005)
- Почётная грамота Союза журналистов Российской Федерации (2005)
- Нагрудный знак «Почётный работник общего образования Российской Федерации» (2014)
- Заслуженный работник культуры Республики Тыва (2016)
- Народный писатель Республики Тыва (2022)[6]

## Основные публикации
- «Чадаган памяти» (1994) стихи
- «Колыбель моей судьбы» (2000) стихи
- «Козленочек» (2007) стихи
- «На жребии души» (2009) стихи
- «Надежда» (2005) рассказы, миниатюры
- «Чуртталганың чуузазы»
- «Хайыра»
- «Бүрү болгаш мен»
- «Песнь бубна» (стихи, поэмы, переводы)
- «Салым танмазы» (повести, рассказы, переводы)